# Аврора (мультфільм, 1973)
«Аврора» — анімаційний фільм Романа Качанова, в якому вперше прозвучала культова пісня Володимира Шаїнського на слова Михайла Матусовського Крейсер «Аврора» ("Що тобі сниться, крейсере «Аврора»…), що стала одним з неофіційних гімнів міста Ленінграду.

## Сюжет
Цей мультфільм — казка про те, як складали пісню про крейсер «Аврора». Дія відбувається в Ленінграді. Хлопчик з кашкетом «Аврора» приходить до композитора та просить його скласти пісню про цей корабель. Вони разом ідуть в корабельний музей, і новонароджена пісня про «Аврору» миттєво міняє свідомість вуличної дітвори. Вони називають свій дерев'яний корабель ім'ям «Аврора», на честь легендарного російського крейсера.